# Musculus rectus lateralis
Musculus rectus lateralis, også benævnt musculus rectus bulbi lateralis, er en ekstraokulær muskel der bevæger øjet så det vender væk fra øjet. Det innerveres som den eneste af øjemusklerne af nervus abducens, men deler stadig den samme arterie og seneudspring (annulus tendineus communis) som de andre rectusmuskler i øjenhulen.